# Canton de Vivonne
Le canton de Vivonne est une circonscription électorale française du département de la Vienne, en région Nouvelle-Aquitaine.

## Géographie
Ce canton est organisé autour de Vivonne dans l'arrondissement de Poitiers. 

## Histoire
Le canton de Vivonne a été créé en 1801.
Un nouveau découpage territorial de la Vienne entre en vigueur à l'occasion des premières élections départementales suivant le décret du 26 février 2014. Les conseillers départementaux sont, à compter de ces élections, élus au scrutin majoritaire binominal mixte. Les électeurs de chaque canton élisent au Conseil départemental, nouvelle appellation du Conseil général, deux membres de sexe différent, qui se présentent en binôme de candidats. Les conseillers départementaux sont élus pour 6 ans au scrutin binominal majoritaire à deux tours, l'accès au second tour nécessitant 12,5 % des inscrits au 1er tour. En outre la totalité des conseillers départementaux est renouvelée. Ce nouveau mode de scrutin nécessite un redécoupage des cantons dont le nombre est divisé par deux avec arrondi à l'unité impaire supérieure si ce nombre n'est pas entier impair, assorti de conditions de seuils minimaux. Dans la Vienne, le nombre de cantons passe ainsi de 38 à 19. Le nombre de communes du canton de Vivonne passe de 6 à 16.
Le nouveau canton de Vivonne est formé de communes des anciens cantons de La Villedieu-du-Clain (10 communes) et de Vivonne (6 communes). Il est entièrement inclus dans l'arrondissement de Poitiers. Le bureau centralisateur est situé à Vivonne.

## Représentation

### Conseillers généraux de 1833 à 2015
| Période | Période          | Identité                                                             | Étiquette              | Qualité                                                                                                  |
| ------- | ---------------- | -------------------------------------------------------------------- | ---------------------- | --- |
| 1833    | 1844 (décès)     | Baron puis Vicomte Eutrope Barthélemy de Cressac                     | Majorité ministérielle | Propriétaire à Vivône Député (1824-1830)                                                                 |
| 1845    | 1848             | Emmanuel Marie Vincent Parent de Curzon (1811-1896)                  |                        | Propriétaire à Vivône Journaliste, écrivain, économiste                                                  |
| 1848    | 1867             | Bénigne Boncenne                                                     |                        | Juge de paix à Iteuil puis à Vivône                                                                      |
| 1867    | 1880             | Comte Hugues de Coral                                                | Droite                 | Conseiller référendaire à la Cour des Comptes Propriétaire du château de la Badonnière à Vivône          |
| 1880    | 1886 (démission) | Louis Xavier Martin                                                  | Républicain            | Maire de Vivône (1878-1882))                                                                             |
| 1886    | 1892             | Emmanuel Elesban Parent de Curzon (fils d'Emmanuel Parent de Curzon) | Monarchiste            | Maire de Vivône (1882-1903), conseiller d'arrondissement                                                 |
| 1892    | 1940             | Edgard de Montjou                                                    | URD                    | Lieutenant de cavalerie (démissionnaire) Maire de Marçay, conseiller d'arrondissement Député (1902-1932) |
|         |                  |                                                                      |                        | |
| 1945    | 1964             | Gérard de Montjou (neveu du précédent)                               | DVD-RGR                | Propriétaire exploitant Député (1951-1956) Maire d'Iteuil                                                |
| 1964    | 1976             | Jean Vergnon                                                         | DVD                    | Maire de Vivonne (1965-1971)                                                                             |
| 1976    | 1994             | Hervé Manteau                                                        | DVD puis RPR           | Chef d'entreprise de récupération de ferraille Conseiller régional Maire d'Iteuil (1965-1995)            |
| 1994    | 2008             | Robert Geay                                                          | DVD                    | Commerçant Maire de Vivonne (1995-2001)                                                                  |
| 2008    | 2015             | Maurice Ramblière                                                    | DVD                    | Retraité de la fonction publique Maire de Vivonne (2001-2020) Vice-président du Conseil général          |

### Conseillers d'arrondissement (de 1833 à 1940)
| Période                                  | Période      | Identité                                          | Étiquette    | Qualité |
| ---------------------------------------- | ------------ | ------------------------------------------------- | ------------ | --- |
| 1833                                     | 1842         | Louis Guillaume Marcellin Bellot (1802-1878)      |              | Notaire à Vivône                                                                                            |
|                                          |              |                                                   |              | |
|                                          | 1882 (décès) | Dominique Alphonse Gaborit de Montjou (1819-1882) |              | Propriétaire du château de Marçay                                                                           |
| 1883                                     | 1886         | Emmanuel Elesban Parent de Curzon                 | Monarchiste  | Maire de Vivône                                                                                             |
| 1886                                     | 1892         | Edgard de Montjou                                 | Conservateur | Lieutenant de cavalerie, maire de Marçay                                                                    |
|                                          |              |                                                   |              | |
| 1895                                     | 1907         | Henry de Cressac (1869-1935)                      | Royaliste    | Propriétaire à Marnay                                                                                       |
| 1907                                     | 1931         | Antoine Majou de La Débutrie (1860-1931)          | Droite       | Propriétaire du château de Cercigny, Vivonne                                                                |
| 1931                                     | 1940         | Alphonse Penot (1874-1946)                        | RG           | Médecin à Vivonne                                                                                           |
| 1940                                     |              |                                                   |              | Les conseils d'arrondissement ont été suspendus par la loi du 12 octobre 1940 et n'ont jamais été réactivés |
| Les données manquantes sont à compléter. |              |                                                   |              | |

### Conseillers départementaux depuis 2015
| Période élective | Période élective | Mandat | Mandat   | Identité           | Nuance | Nuance | Qualité |
| ---------------- | ---------------- | ------ | -------- | ------------------ | ------ | ------ | --- |
| 2015             | 2021             | 2015   | 2021     | Gilbert Beaujaneau |        | LR     | Chef d'entreprise Maire de Nieuil-l'Espoir Président de la Communauté de communes des Vallées du Clain 8ème Vice-Président chargé des routes   |
| 2015             | 2021             | 2015   | 2021     | Rose-Marie Bertaud |        | LR     | Clerc d’avocat Adjointe au maire de Vivonne, maire depuis 2020 5ème Vice-Présidente chargée de l’action sociale, de l’enfance et de la famille |
| 2021             | 2028             | 2021   | en cours | Gilbert Beaujaneau |        | LR     | Conseiller sortant 6e Vice-Président du Conseil départemental - Routes, Mobilités                                                              |
| 2021             | 2028             | 2021   | en cours | Rose-Marie Bertaud |        | LR     | Conseillère sortante 5e Vice-Présidente du Conseil départemental - Action Sociale, Enfance, Famille                                            |

### Résultats détaillés

#### Élections de mars 2015
À l'issue du 1er tour des élections départementales de 2015, deux binômes sont en ballottage : Gilbert Beaujaneau et Rose-Marie Bertaud (UMP, 37,64 %) et Rémi Marchadier et Emmanuelle Vrignault (PS, 28,78 %). Le taux de participation est de 54,36 % (10 101 votants sur 18 580 inscrits) contre 51,35 % au niveau départemental et 50,17 % au niveau national.
Au second tour, Gilbert Beaujaneau et Rose-Marie Bertaud (UMP) sont élus avec 52,53 % des suffrages exprimés et un taux de participation de 53,51 % (4 720 voix pour 9 937 votants et 18 570 inscrits).

#### Élections de juin 2021
Le premier tour des élections départementales de 2021 est marqué par un très faible taux de participation (33,26 % au niveau national). Dans le canton de Vivonne, ce taux de participation est de 36,36 % (7 079 votants sur 19 467 inscrits) contre 33,61 % au niveau départemental. À l'issue de ce premier tour, deux binômes sont en ballottage : Gilbert Beaujaneau et Rose-Marie Bertaud (LR, 42,04 %) et Michel Bugnet et Sandra Girard (DVC, 27,53 %).
Le second tour des élections est marqué une nouvelle fois par une abstention massive équivalente au premier tour. Les taux de participation sont de 34,36 % au niveau national, 33,96 % dans le département et 36,94 % dans le canton de Vivonne. Gilbert Beaujaneau et Rose-Marie Bertaud (LR) sont élus avec 52,11 % des suffrages exprimés (3 413 voix pour 7 194 votants et 19 477 inscrits),,. 

## Composition

### Composition avant 2015

Carte de localisation du canton de Vivonne dans le département de la Vienne, redécoupage de 1982.

Le canton de Vivonne regroupait 6 communes.
| Nom                 | Code Insee | Codepostal | Superficie (km2) | Population (dernière pop. légale) | Densité (hab./km2) |
| ------------------- | ---------- | ---------- | ---------------- | --------------------------------- | ------------------ |
| Vivonne (chef-lieu) | 86293      | 86370      | 41,16            | 3 940 (2012)                      | 96                 |
| Château-Larcher     | 86065      | 86370      | 15,35            | 978 (2012)                        | 64                 |
| Iteuil              | 86113      | 86240      | 22,05            | 2 870 (2012)                      | 130                |
| Marçay              | 86145      | 86370      | 30,32            | 1 041 (2012)                      | 34                 |
| Marigny-Chemereau   | 86147      | 86370      | 11,51            | 581 (2012)                        | 50                 |
| Marnay              | 86148      | 86160      | 45,10            | 668 (2012)                        | 15                 |

### Composition depuis 2015
Le canton de Vivonne comprend désormais seize communes entières.
| Nom                             | Code Insee | Intercommunalité        | Superficie (km2) | Population (dernière pop. légale) | Densité (hab./km2) | Modifier                                    |
| ------------------------------- | ---------- | ----------------------- | ---------------- | --------------------------------- | ------------------ | ------------------------------------------- |
| Vivonne (bureau centralisateur) | 86293      | CC des Vallées du Clain | 41,16            | 4 505 (2022)                      | 109                | modifier les données · modifier les données |
| Aslonnes                        | 86010      | CC des Vallées du Clain | 23,00            | 1 130 (2022)                      | 49                 | modifier les données · modifier les données |
| Château-Larcher                 | 86065      | CC des Vallées du Clain | 15,35            | 1 046 (2022)                      | 68                 | modifier les données · modifier les données |
| Dienné                          | 86094      | CC des Vallées du Clain | 16,56            | 583 (2022)                        | 35                 | modifier les données · modifier les données |
| Fleuré                          | 86099      | CC des Vallées du Clain | 16,68            | 1 108 (2022)                      | 66                 | modifier les données · modifier les données |
| Gizay                           | 86105      | CC des Vallées du Clain | 20,76            | 364 (2022)                        | 18                 | modifier les données · modifier les données |
| Iteuil                          | 86113      | CC des Vallées du Clain | 22,05            | 2 989 (2022)                      | 136                | modifier les données · modifier les données |
| Marçay                          | 86145      | CC des Vallées du Clain | 30,32            | 1 119 (2022)                      | 37                 | modifier les données · modifier les données |
| Marigny-Chemereau               | 86147      | CC des Vallées du Clain | 11,51            | 603 (2022)                        | 52                 | modifier les données · modifier les données |
| Marnay                          | 86148      | CC des Vallées du Clain | 45,10            | 714 (2022)                        | 16                 | modifier les données · modifier les données |
| Nieuil-l'Espoir                 | 86178      | CC des Vallées du Clain | 20,64            | 2 680 (2022)                      | 130                | modifier les données · modifier les données |
| Nouaillé-Maupertuis             | 86180      | CC des Vallées du Clain | 22,13            | 2 955 (2022)                      | 134                | modifier les données · modifier les données |
| Roches-Prémarie-Andillé         | 86209      | CC des Vallées du Clain | 22,37            | 2 174 (2022)                      | 97                 | modifier les données · modifier les données |
| Smarves                         | 86263      | CC des Vallées du Clain | 20,09            | 2 941 (2022)                      | 146                | modifier les données · modifier les données |
| Vernon                          | 86284      | CC des Vallées du Clain | 38,38            | 721 (2022)                        | 19                 | modifier les données · modifier les données |
| La Villedieu-du-Clain           | 86290      | CC des Vallées du Clain | 7,16             | 1 526 (2022)                      | 213                | modifier les données · modifier les données |
| Canton de Vivonne               | 8618       |                         | 373,26           | 27 158 (2022)                     | 73                 | modifier les données                        |

## Démographie

### Démographie avant 2015
| 1962  | 1968  | 1975  | 1982  | 1990  | 1999  | 2006  | 2011  | 2012   |
| ----- | ----- | ----- | ----- | ----- | ----- | ----- | ----- | ------ |
| 5 485 | 5 602 | 6 402 | 7 209 | 7 915 | 8 303 | 8 485 | 9 867 | 10 078 |

### Démographie depuis 2015
En 2022, le canton comptait 27 158 habitants, en évolution de +3,33 % par rapport à 2016 (Vienne : +0,6 %, France hors Mayotte : +2,11 %).
| 2013   | 2018   | 2022   |
| ------ | ------ | ------ |
| 25 376 | 26 673 | 27 158 |